# Acis ionica
Acis ionica là một loài thực vật có hoa trong họ Amaryllidaceae. Loài này được Bareka, Kamari & Phitos mô tả khoa học đầu tiên năm 2006.

## Hình ảnh

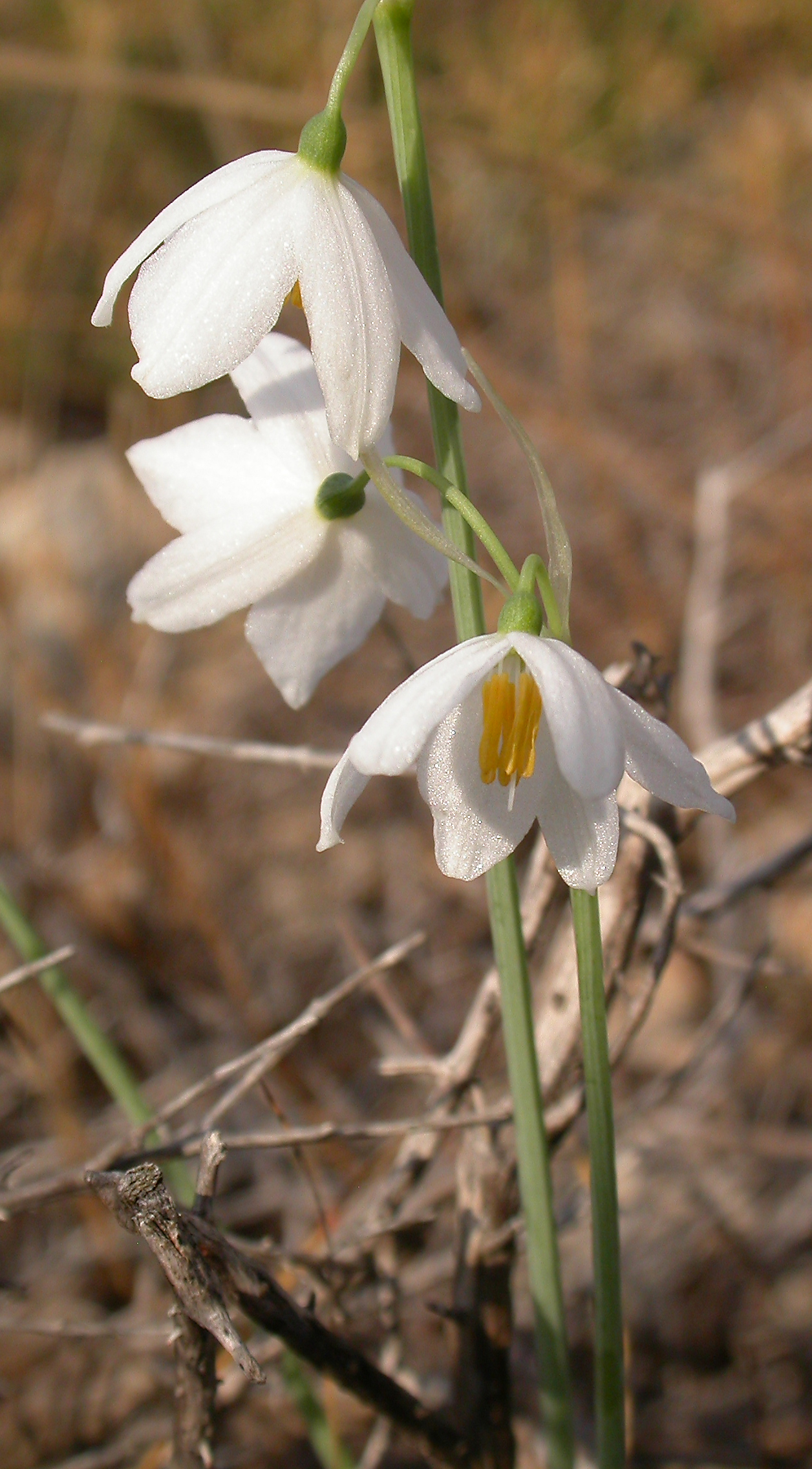